# زوراپت گالستیان
زوراپت قوکاسی گالستیان (ارمنی: Զորապետ Ղուկասի Գալստյան؛ زادهٔ ۱۹۰۲ - درگذشته تاریخ نامعلوم) سیاستمدار اهل ارمنستان بود که از تاریخ ۱۹۳۸ تا تاریخ ۱۹۵۲ سمت وزیر کار و امور اجتماعی ارمنستان را برعهده داشت.

## زندگی‌نامه
در ۱۹۰۲ در روستای بوراستان به دنیا آمد .  تاریخ درگذشت وی نامعلوم است.